# Pays de Montbéliard Agglomération
Pays de Montbéliard Agglomération (PMA) est une communauté d'agglomération française située dans le département du Doubs, en Franche-Comté, dans la région administrative Bourgogne-Franche-Comté.
L'intercommunalité est membre du pôle métropolitain Nord Franche-Comté.
La communauté d'agglomération du pays de Montbéliard a pris en septembre 2010 le nom de « Pays de Montbéliard Agglomération » avec changement de logo. Elle reste cependant une communauté d'agglomération, ce n'est pas un « pays » au sens de la loi Voynet.
Entre ville et département, la communauté d'agglomération est un échelon intermédiaire créé par la loi Chevènement du 12 juillet 1999. Elle agit sur un territoire cohérent qui ne tient pas compte des limites communales mais des modes de vie des habitants. C'est le cas du pays de Montbéliard où une même personne travaille, habite et profite de ses loisirs dans des communes différentes.

## Historique
L'origine de la communauté d'agglomération est le district urbain du Pays de Montbéliard (DUPM), créé le 1er juillet 1959 avec 23 communes. C'était alors le second district créé en France.
Le district s'étend en 1969, avec l'adhésion d'Allenjoie, puis, en 1994, de Badevel, Dasle et Vandoncourt.
La communauté d'agglomération du pays de Montbéliard (CAPM) est créée en 1999 par la transformation du District urbain du pays de Montbéliard en communauté d'agglomération,. C'est la première structure de ce type créée en France[réf. nécessaire].
Mathay adhère à la CAPM en 2002, qui compte alors 29 communes.
En 2010, elle prend la dénomination de Pays de Montbelliard agglomération (PMA). À cette époque, « sa composition homogène, regroupant 29 communes, à dominante urbaine et industrielle, fait de cette communauté d’agglomération, un EPCI très intégré ».
Dans le cadre des dispositions de la loi portant nouvelle organisation territoriale de la République (Loi NOTRe) du 7 août 2015, qui prévoit que les établissements publics de coopération intercommunale (EPCI) à fiscalité propre doivent avoir un minimum de 15 000 habitants (et 5 000 dans certaines zones de faible densité), le schéma départemental de coopération intercommunale du Doubs, approuvé par arrêté préfectoral du 29 mars 2016, prévoit la fusion de PMA avec plusieurs petites intercommunalités : 

- communauté de communes des Balcons du Lomont, créée en 2002, regroupant 12 communes et 6 044 habitants en 2012 ;
- communauté de communes du pays de Pont-de-Roide, créée en 2013, regroupant 11 communes et 8 029 habitants en 2012 ;
- Communauté de communes des Trois Cantons, créée en 2001, regroupant 11 communes et 8 029 habitants en 2013 ;
- Une partie de la communauté de communes de la vallée du Rupt (Allondans, Dung, Echenans, Issans, Présentevillers, Raynans, Saint-Julien-lès-Montbéliard, Sainte-Marie et Semondans), créée en 2001;

« considérant que ces collectivités partagent des thématiques communes dans le cadre du Schéma de cohérence territoriale (SCOT) Nord Doubs et du futur pôle métropolitain Nord Franche-Comté (…) Ce rapprochement renforcera également le volet « ruralité » de la communauté d’agglomération et permettra de faire bénéficier ainsi les nouvelles communes de services plus étoffés, notamment en matière de transports publics (…) [et] favorisera un accroissement des possibilités budgétaires d’intervention au profit des communes entrantes, grâce notamment au dispositif des fonds de concours consentis par PMA à ses communes membres »,.
Une nouvelle communauté d'agglomération est ainsi créée le 1er janvier 2017, après consultation des conseils municipaux et communautaires concernés. Elle conserve la dénomination de Pays de Montbéliard Agglomération et regroupe 73 communes et environ 139 000 habitants. Elle est le troisième EPCI de la région Bourgogne-Franche-Comté en nombre d'habitants.
Le 1er janvier 2024, le village de Dampjoux quitte la communauté de communes du Pays de Maîche pour devenir la 73e commune de Pays de Montbéliard Agglomération.

## Territoire communautaire

### Géographie
Le territoire communautaire est structuré autour de trois pôles urbains : Montbéliard, Audincourt et Valentigney.
Lors de la fusion de 2017, le nouveau territoire communautaire regroupait 64 000 emplois, ce qui en faisait le premier pôle d'emploi de Franche-Comté, 578 entreprises de plus de 10 salariés, 35 % d'emplois industriels, 1 500 commerces de proximité, répartis notamment dans 70 parcs d'activité.
L'activité agricole est réalisée par 130 exploitations sur 13 376 ha de surfaces agricoles, soit 1/3 du territoire

### Histoire du territoire
(mars 2021).

#### De l'Antiquité à la Révolution

##### De la Rome antique au Moyen Âge
Les premières traces archéologiques de l'histoire locale remontent au début de l'ère chrétienne. Epomanduodurum, future Mandeure, est un port fluvial prospère. Mais cette prospérité disparaît avec l'Empire romain lors des invasions barbares. De cette époque, il ne reste plus qu'un théâtre romain de grande taille. Le millénaire qui suit voit invasions, famines, guerres et épidémies se succéder. Malgré tout, la vie agricole se développe. Les maîtres successifs du territoire construisent leur place forte sur l'actuelle acropole du château de Montbéliard. C'est en 935 qu'apparaît pour la première fois le nom de Montem Billiardae.

##### Du Moyen Âge à la Réforme
Durant les premiers siècles du nouveau millénaire, Montbéliard et ses environs se développent. Les fermes alentour se transforment en villages, tandis que la ville-centre se dote d'une administration puis d'un maire. La région devient un centre économique important, lieu de grandes foires. Malgré les guerres seigneuriales, la bourgeoisie affirme son pouvoir en se libérant des servitudes les plus lourdes et en s'associant à la gestion de la ville. Mais malgré cette modernité, Montbéliard n'échappe pas à la grande crise socio-politique qui mènera à la Renaissance.
C'est dans ce contexte qu'en 1397 Henriette, petite-fille du comte Étienne de Monfaucon, reçoit en héritage le comté de Montbéliard. Des alliances politiques conduisent à son mariage en 1407 avec Eberhard IV de Wurtemberg, prince de l'Empire germanique.
À la suite de ce mariage, le Pays de Montbéliard devient une principauté indépendante en 1495. Ses rapports étroits avec l'autre côté du Rhin transforment la ville : l'administration et l'urbanisme se modernisent, mais surtout la réforme protestante s'impose.

##### De la Réforme à la Révolution
Enclave protestante dans une France catholique, Montbéliard accueille de nombreux huguenots persécutés tandis que les pasteurs alphabétisent la population. C'est à cette époque que l'architecte Heinrich Schickhardt redessine la ville : on lui doit, entre autres, le faubourg de Besançon, le bâtiment des Halles et le temple Saint Martin. Cette identité forte permet au Pays de Montbéliard de résister aux occupations successives du roi de France.
Mais en 1793, les idées révolutionnaires ont raison de la monarchie Würtembourgeoise : la Principauté de Montbéliard se rattache à la République Française (souveraineté française reconnue en 1815 au congrès de Vienne). Conservant son identité luthérienne, elle développe rapidement un tissu économique prospère basé sur l'horlogerie et le textile.

#### De la Révolution industrielle à nos jours

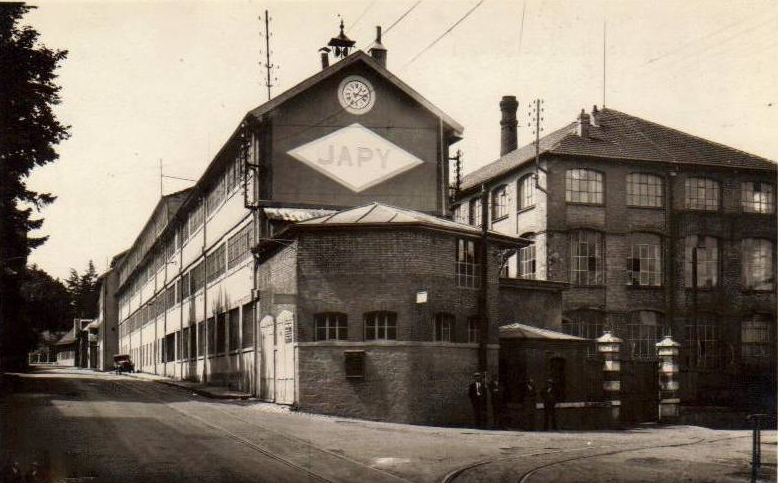
L'usine Japy à Beaucourt.

##### De la Révolution industrielle aux 30 Glorieuses
Le XIXe siècle et la révolution industrielle sont marqués par les familles Japy et Peugeot. L'industrie s'implante à Montbéliard et les premières automobiles au Lion apparaissent à la fin du siècle. Le droit et l'accès à l'éducation progresse.
En 1912, Peugeot installe sa première usine sur le site de Sochaux qui reste aujourd'hui son principal centre de production. La Première Guerre mondiale consacre la production de masse : le site produit 9 000 voitures en 1913, 50 000 en 1937. Ces capacités seront mises à profit par l'Allemagne nazie qui annexe l'usine de 1940 à 1944. Du lendemain de la guerre au milieu des années 1970, l'industrie automobile constitue le cœur du tissu économique du Pays de Montbéliard, amplifiant le phénomène d'immigration apparu vers 1920. Mai 1968 se traduit sur place par un mouvement social d'une ampleur exceptionnelle (2 morts sur les 3 nationaux). En 1980, Peugeot compte 40 000 salariés.

##### Du choc pétrolier à nos jours
La crise pétrolière met fin à l'âge d'or de l'automobile. L'exigence de rentabilité pèse lourdement sur l'emploi qui doit être de plus en plus qualifié. En vingt ans, les effectifs de Peugeot sont divisés par deux tandis que les populations immigrées sont incitées au retour. Le Pays de Montbéliard doit alors diversifier ses assises économiques. Cette mutation s'effectue dans le contexte nouveau de la globalisation et de la concurrence entre territoires.
Pour faire face à cette nouvelle donne, l'intercommunalité s'impose très rapidement. Dès 1959, le district urbain du Pays de Montbéliard (DUPM) est créé pour mettre en commun ce qui ne peut être assuré par les communes : lutte contre l'incendie, transports en commun et ramassage des déchets. Mais au-delà, le Pays de Montbéliard veut renforcer son attractivité : il faut redessiner le paysage urbain, développer la vie culturelle, créer des équipements nouveaux et offrir de nouvelles formations tout en intégrant l'agglomération dans la France et l'Europe.
Pour s'en donner les moyens, le District se transforme le 28 octobre 1999 en communauté d'agglomération ; le DUPM devient la première structure intercommunale de France à franchir ce cap.

### Composition
La communauté d'agglomération est composée des 73 communes suivantes :

| Nom                          | Code Insee | Gentilé         | Superficie (km2) | Population (dernière pop. légale) | Densité (hab./km2) |
| ---------------------------- | ---------- | --------------- | ---------------- | --------------------------------- | ------------------ |
| Montbéliard (siège)          | 25388      | Montbéliardais  | 15,01            | 25 516 (2022)                     | 1 700              |
| Abbévillers                  | 25004      |                 | 11,18            | 1 099 (2022)                      | 98                 |
| Allenjoie                    | 25011      | Allenjoyeux     | 6,56             | 735 (2022)                        | 112                |
| Allondans                    | 25013      | Amondanais      | 5,14             | 237 (2022)                        | 46                 |
| Arbouans                     | 25020      | Ours            | 1,32             | 891 (2022)                        | 675                |
| Audincourt                   | 25031      | Audincourtois   | 8,76             | 14 009 (2022)                     | 1 599              |
| Autechaux-Roide              | 25033      | Autechaliens    | 6,56             | 497 (2022)                        | 76                 |
| Badevel                      | 25040      | Badevellois     | 3,73             | 808 (2022)                        | 217                |
| Bart                         | 25043      | Bartois         | 3,84             | 2 015 (2022)                      | 525                |
| Bavans                       | 25048      | Bavanais        | 8,83             | 3 566 (2022)                      | 404                |
| Berche                       | 25054      | Berchois        | 3,11             | 543 (2022)                        | 175                |
| Bethoncourt                  | 25057      | Béthoncourtois  | 6,54             | 5 288 (2022)                      | 809                |
| Beutal                       | 25059      | Gravalons       | 5,78             | 269 (2022)                        | 47                 |
| Blamont                      | 25063      | Blamontais      | 10,06            | 1 236 (2022)                      | 123                |
| Bondeval                     | 25071      |                 | 4,68             | 481 (2022)                        | 103                |
| Bourguignon                  | 25082      | Bourguignons    | 5,56             | 880 (2022)                        | 158                |
| Bretigney                    | 25093      |                 | 1,83             | 76 (2022)                         | 42                 |
| Brognard                     | 25097      | Brognardais     | 2,9              | 477 (2022)                        | 164                |
| Colombier-Fontaine           | 25159      | Cros            | 7,66             | 1 215 (2022)                      | 159                |
| Courcelles-lès-Montbéliard   | 25170      | Courcellois     | 2,4              | 1 387 (2022)                      | 578                |
| Dambelin                     | 25187      | Dambelinois     | 12,43            | 506 (2022)                        | 41                 |
| Dambenois                    | 25188      | Dambenoisiens   | 3,28             | 727 (2022)                        | 222                |
| Dampierre-les-Bois           | 25190      | Dampierrois     | 4,72             | 1 565 (2022)                      | 332                |
| Dampierre-sur-le-Doubs       | 25191      | Dampierrois     | 3,16             | 452 (2022)                        | 143                |
| Dampjoux                     | 25192      |                 | 2,31             | 164 (2022)                        | 71                 |
| Dannemarie                   | 25194      | Dannemariens    | 2,25             | 120 (2022)                        | 53                 |
| Dasle                        | 25196      | Daslois         | 5,67             | 1 370 (2022)                      | 242                |
| Dung                         | 25207      | Cobis           | 3,22             | 621 (2022)                        | 193                |
| Échenans                     | 25210      | Loups           | 1,7              | 163 (2022)                        | 96                 |
| Écot                         | 25214      | Escotais        | 11,02            | 497 (2022)                        | 45                 |
| Écurcey                      | 25216      |                 | 7,43             | 266 (2022)                        | 36                 |
| Étouvans                     | 25224      | Étouvans        | 6,56             | 824 (2022)                        | 126                |
| Étupes                       | 25228      | Erbatons        | 9,87             | 3 711 (2022)                      | 376                |
| Exincourt                    | 25230      | Exincourtois    | 3,45             | 3 273 (2022)                      | 949                |
| Fesches-le-Châtel            | 25237      | Feschois        | 3,46             | 2 147 (2022)                      | 621                |
| Feule                        | 25239      |                 | 3,76             | 189 (2022)                        | 50                 |
| Glay                         | 25274      | Liais           | 6,49             | 340 (2022)                        | 52                 |
| Goux-lès-Dambelin            | 25281      |                 | 8,9              | 272 (2022)                        | 31                 |
| Grand-Charmont               | 25284      | Charmontais     | 4,56             | 5 865 (2022)                      | 1 286              |
| Hérimoncourt                 | 25304      | Hérimoncourtois | 7,29             | 3 530 (2022)                      | 484                |
| Issans                       | 25316      | Coucous         | 2,72             | 241 (2022)                        | 89                 |
| Longevelle-sur-Doubs         | 25345      | Longevellois    | 8,31             | 653 (2022)                        | 79                 |
| Lougres                      | 25350      | Lougrois        | 5,97             | 725 (2022)                        | 121                |
| Mandeure                     | 25367      | Mandubiens      | 15,13            | 4 672 (2022)                      | 309                |
| Mathay                       | 25370      | Mathéens        | 14,85            | 2 131 (2022)                      | 144                |
| Meslières                    | 25378      | Meslièrois      | 2,99             | 330 (2022)                        | 110                |
| Montenois                    | 25394      | Montenois       | 8,03             | 1 394 (2022)                      | 174                |
| Neuchâtel-Urtière            | 25422      |                 | 6,21             | 166 (2022)                        | 27                 |
| Noirefontaine                | 25426      | Noirifontains   | 3,35             | 325 (2022)                        | 97                 |
| Nommay                       | 25428      | Foyens          | 3,19             | 1 601 (2022)                      | 502                |
| Pierrefontaine-lès-Blamont   | 25452      | Pétrofontaniens | 8,96             | 480 (2022)                        | 54                 |
| Pont-de-Roide-Vermondans     | 25463      | Rudipontains    | 13,58            | 3 971 (2022)                      | 292                |
| Présentevillers              | 25469      | Pientevellais   | 3,83             | 468 (2022)                        | 122                |
| Raynans                      | 25481      |                 | 4,03             | 337 (2022)                        | 84                 |
| Rémondans-Vaivre             | 25485      |                 | 9,19             | 206 (2022)                        | 22                 |
| Roches-lès-Blamont           | 25497      | Abbanais        | 5,44             | 611 (2022)                        | 112                |
| Saint-Julien-lès-Montbéliard | 25521      | Limôsins        | 3,81             | 158 (2022)                        | 41                 |
| Saint-Maurice-Colombier      | 25524      |                 | 13,29            | 889 (2022)                        | 67                 |
| Sainte-Marie                 | 25523      |                 | 7,17             | 655 (2022)                        | 91                 |
| Sainte-Suzanne               | 25526      | Feunus          | 1,59             | 1 461 (2022)                      | 919                |
| Seloncourt                   | 25539      | Seloncourtois   | 7,92             | 5 812 (2022)                      | 734                |
| Semondans                    | 25540      | Bouerottes      | 2,77             | 306 (2022)                        | 110                |
| Sochaux                      | 25547      | Sochaliens      | 2,17             | 3 772 (2022)                      | 1 738              |
| Solemont                     | 25548      |                 | 8,09             | 133 (2022)                        | 16                 |
| Taillecourt                  | 25555      | Taillecourtois  | 1,86             | 1 132 (2022)                      | 609                |
| Thulay                       | 25562      | Renards         | 2,23             | 206 (2022)                        | 92                 |
| Valentigney                  | 25580      | Boroillots      | 9,74             | 10 624 (2022)                     | 1 091              |
| Vandoncourt                  | 25586      | Vandoncourtois  | 8,57             | 808 (2022)                        | 94                 |
| Vieux-Charmont               | 25614      | Charmontais     | 2,51             | 2 829 (2022)                      | 1 127              |
| Villars-lès-Blamont          | 25615      |                 | 6,95             | 467 (2022)                        | 67                 |
| Villars-sous-Dampjoux        | 25617      |                 | 3,06             | 352 (2022)                        | 115                |
| Villars-sous-Écot            | 25618      | Creuillots      | 11,48            | 338 (2022)                        | 29                 |
| Voujeaucourt                 | 25632      | Vodjacois       | 9,45             | 3 152 (2022)                      | 334                |

### Démographie
| 1968    | 1975    | 1982    | 1990    | 1999    | 2006    | 2011    | 2016    | 2022    |
| ------- | ------- | ------- | ------- | ------- | ------- | ------- | ------- | ------- |
| 140 516 | 160 753 | 158 373 | 149 027 | 144 657 | 142 539 | 142 833 | 140 165 | 139 232 |

## Organisation

### Siège
L'intercommunalité a son siège à Montbéliard, 8 avenue des Alliés.

### Élus
La communauté d'agglomération est administrée par son conseil communautaire, composé pour la mandature 2020-2026 de 113 conseillers municipaux représentant chacune des communes membres et répartis en fonction de leur population de la manière suivante :

- 15 délégués pour Montbéliard ;

- 8 délégués pour Audincourt ; 

- 6 délégués pour Valentigney ;

- 3 délégués pour Bethoncourt, Grand-Charmont et Seloncourt ;

- 2 délégués pour Bavans, Etupes, Exincourt, Hérimoncourt, Mandeure, Pont-de-Roide-Vermondans, Sochaux et Voujeaucourt ;

- 1 délégué ou son suppléant pour les 59 autres communes.
Au terme des élections municipales de 2020 dans le Doubs, le nouveau conseil communautaire a réélu son président, Charles Demouge, maire de Fesches-le-Châtel au terme de deux tours de scrutins qui l'ont opposé à Nicolas Pacquot, maire d'Étouvans, candidat sans étiquette et Martial Bourquin (PS), maire d'Audincourt, qui, arrivé troisième au terme du premier tour, se retire pour le deuxième sans consigne de vote. Marie-Noëlle Biguinet (LR), maire de Montbéliard élue en 2014 puis réélue en 2020, était elle aussi candidate déclarée mais a retiré sa candidature la veille du scrutin pour se rallier à Charles Demouge,.
Ses vice-présidents, élus également le 11 juillet 2020, sont, :
1. Marie-Noëlle Biguinet, maire de Montbéliard, chargée de la cohésion territoriale, du service aux communes et de la rénovation urbaine.;
2. Damien Charlet, maire-adjoint d'Audincourt, chargé des mobilités ;
3. Nicolas Pacquot, maire d'Étouvans, chargé du développement numérique ;
4. Daniel Granjon, maire de Mathay, chargé de l'eau, l'assainissement, la GEMAPI et des déchets ;
5. Pierre-Aimé Girardot, maire de Longevelle-sur-Doubs, chargé des finances, des Ressources Humaines et de la mutualisation ;
6. Marie-France Bottarlini, maire de Hérimoncourt, chargée du tourisme et des relations internationales ;
7. Alexandre Gauthier, premier maire-adjoint de Montbéliard, chargé de la politique culturelle et du patrimoine historique ;
8. Nadine Mercier, conseillère municipale de Valentigney, chargée de la politique agricole et du projet alimentaire territorial ;
9. Magali Duvernois, maire d'Exincourt, chargée de l'environnement et de la transition écologique ;
10. Didier Klein, maire de Taillecourt, chargé du développement économique, de l'immobilier d'entreprise, de l'économie sociale et solidaire et de l'insertion ;
11. Renaud Fouché, maire-adjoint d'Audincourt, chargé de la politique de santé ;
12. Jean-Louis Noris, maire de Bourguignon, chargé de l’urbanisme, de l'habitat, de l'aménagement du territoire et du patrimoine immobilier ;
13. Henri-Francis Dufour, maire de Vieux-Charmont, chargé de l'enseignement supérieur, de la recherche et du CFA du Pays de Montbéliard ;
14. Jean André, maire de Bethoncourt, chargé de la politique de la ville et de la politique sportive ;
15. Sophie Radreau, maire de Bavans, chargée des services à la personne et de la petite enfance.

Ensemble, ils composent le bureau de PMA pour la mandature 2020-2026.

### Liste des présidents
| Période        | Période                       | Identité             | Étiquette    | Qualité |
| -------------- | ----------------------------- | -------------------- | ------------ | --- |
| 1959           | 1965                          | Jean-Pierre Tuefferd | Rad.         | Maire de Montbéliard (1959 → 1965) |
| 1965           | mars 1978                     | André Boulloche      | PS           | Ingénieur général des Ponts et Chaussées Député du Doubs (2e circ.) (1967 → 1978) Maire de Montbéliard (1965 → 1978) Décédé en fonction |
| 1978           | 1983                          | André Lang           | PS           | Enseignant Maire de Montbéliard (1978 → 1989) Vice-président du conseil régional de Franche-Comté (1982 → ? ) Commandeur dans l’ordre des Palmes académiques                                                                                   |
| 1983           | avril 1989                    | Guy Bêche            | PS           | Agent technique Député du Doubs (1978 → 1993) Conseiller général de Montbéliard-Ouest (1979 → 1985) Adjoint au maire de Montbéliard (1977 → 1989)                                                                                              |
| avril 1989     | avril 2008                    | Louis Souvet         | RPR puis UMP | Ancien cadre de Peugeot Sénateur du Doubs (1980 → 2008) Maire de Montbéliard (1989 → 2008) Vice-président du conseil régional de Franche-Comté (1982 → 1989)                                                                                   |
| avril 2008     | juin 2012                     | Pierre Moscovici     | PS           | Énarque, membre puis président de la Cour des comptes Député du Doubs (1997, 2007 → 2012 et 2014) Conseiller municipal de Valentigney Ministre de l'Économie et des Finances (2012 → 2014) Démissionnaire lors de sa nomination comme ministre |
| juin 2012      | avril 2014                    | Jacques Hélias       | PS           | Médecin Maire de Montbéliard (2008 → 2014) Conseiller général de Montbéliard-Est (1998 → 2011) |
| avril 2014     | juillet 2015                  | Marcel Bonnot        | UMP → LR     | Avocat Député du Doubs (3e circ.) (2002 → 2017) Conseiller municipal de Montbéliard (2001 → 2008 et 2014 → 2015) Démissionnaire |
| septembre 2015 | En cours (au 14 janvier 2021) | Charles Demouge      | LR           | Retraité de l'enseignement Maire de Fesches-le-Châtel (2001 → ) Réélu pour le mandat 2020-2026, |

### Compétences
La communauté d'agglomération exerce les compétences qui lui ont été transférées par les communes membres, dans les conditions déterminées par le code général des collectivités territoriales.
Aux termes de ses statuts approuvés par arrêté préfectoral de novembre 2020, il s'agit de :
- Développement économique : actions de développement économique, zones d'activité, politique locale du commerce et soutien aux activités commerciales d'intérêt communautaire, promotion du tourisme, dont la création d'offices de tourisme ;
- Aménagement de l'espace communautaire : documents d'urbanisme (schéma de cohérence territoriale (SCoT), plan local d'urbanisme (PLU), Carte communale…), opérations d'aménagement d'intérêt communautaire, organisation de la mobilité
- Équilibre social de l'habitat : programme local de l'habitat ; politique du logement, logement social, réserves foncières pour la. mise en œuvre de la politique communautaire d'équilibre social de l'habitat, logement des personnes défavorisées ; amélioration du parc immobilier bâti ;
- Politique de la ville ;
- Gestion des milieux aquatiques et prévention des inondations (GEMAPI) ;
- Aires d'accueil des Gens du voyage ;
- Collecte et traitement des déchets des ménages et déchets assimilés ;
- Eau, assainissement, gestion des eaux pluviales urbaines ;
- Voiries et parcs de stationnement reconnus d'intérêt communautaire ;
- Protection et de mise en valeur de l'environnement et du cadre de vie : lutte contre la pollution de l'air, lutte contre les nuisances sonores, soutien aux actions de maîtrise de la demande d'énergie, dont bureau d'hygiène et charte intercommunale d'environnement ;
- équipements culturels et sportifs d'intérêt communautaire ;
- Action sociale d'intérêt communautaire ;
- Promotion de la Communauté d'agglomération et de son image de marque ;
- Versement d'un contingentement au SDIS ;
- Gestion d'un laboratoire d'analyse des eaux ;
- Distribution publique d'électricité ;
- Participation à l'extension et au développement de l'Hôpital Nord Franche-Comté (HNFC) sur les sites du territoire de la communauté d'agglomération ;
- Gestion d'un refuge-fourrière pour animaux errants ;
- Participation au développement de l'enseignement supérieur, de la recherche universitaire et du transfert technologique ;
- Participation à la promotion de la culture scientifique et technique ;
- Apprentissage et de la formation professionnelle continue ;
- Soutien à la prévention routière et à la formation des conducteurs de véhicules terrestres à moteurs.

### Régime fiscal et budget
La communauté d'agglomération est un établissement public de coopération intercommunale à fiscalité propre.
Afin de financer l'exercice de ses compétences, l'intercommunalité perçoit, comme toutes les communautés d'agglomération, la fiscalité professionnelle unique (FPU) – qui a succédé à la taxe professionnelle unique (TPU) – et assure une péréquation de ressources.
Elle ne reverse pas de dotation de solidarité communautaire (DSC) à ses communes membres.

### Organismes de coopération
PMA est membre en 2020 de :
- Pôle métropolitain Nord Franche-Comté
- Syndicat mixte d'énergies du Doubs (SYDED)
- Syndicat mixte des eaux de la vallée du Rupt
- Syndicat mixte "Doubs très haut débit"
- Établissement public territorial du bassin Saône et Doubs
- Syndicat mixte de l'orchestre Victor Hugo Franche-Comté Besançon-Montbéliard
- Syndicat mixte d'adduction d'eau de l'abbaye des Trois Rois (200090967) SM fermé 1 298
- Syndicat mixte de transport Nord Franche-Comté (200092104) SM ouvert 309 662
- Syndicat mixte du complexe sportif Jean-Jacques-Rousseau (252507066) SM fermé 142 532
- Syndicat mixte de l'aérodrome du Pays de Montbéliard (252500822)

### Effectifs
Pour mettre en œuvre ses compétences, PMA employait fin 2015 un peu plus de 600 agents.

## Projets et réalisations
Conformément aux dispositions légales, une communauté d'agglomération a pour objet d'associer « au sein d'un espace de solidarité, en vue d'élaborer et conduire ensemble un projet commun de développement urbain et d'aménagement de leur territoire ».

### Eau et assainissement
La communauté d’agglomération a voté le 3 juin 2010 le retour en régie publique de la gestion de l’eau en 2015, soit sept ans avant le terme du contrat de délégation de service public qui la liait à la Générale des eaux, aujourd’hui Veolia, depuis 1992.

## Culture
Le 13 janvier 2023, Le ministère de la Culture labellise Pays de Montbéliard Agglomération Capitale française de la culture pour l'année 2024,.